# Muzeum Michaila Bulgakova (Moskva)
Muzeum Michaila Bulgakova (rusky Музей М. Булгакова) se nachází v Moskvě, na adrese Bolšaja Sadovaja 10, byt č. 50. Bylo založeno roku 1989 a jeho základem je byt, ve kterém autor žil.

## Historie
Nájemní dům č. 10 byl postaven v letech 1903-1904 podle projektu architekta Edmunda Judického.

## Vztah domu a románů Michaila Bulgakova
V domě, kde je dnes muzeum, napsal Bulgakov román Mistr a Markétka.
Pro Michaila Bulgakova byl tento dům prvním trvalým bydlištěm v Moskvě. V pronajatém bytě č. 50 zde žil v letech 1921-1924. Spolu s ním a jeho první manželkou Taťánou Lappa žilo v bytě 16 lidí. V létě 1924 se Bulgakov přestěhoval do jiného bytu v témže domě, na podzim téhož roku se z domu odstěhoval. Dům i obyvatelé se stali předobrazy v některých jeho dílech, zejména v románu Mistr a Markéta.

## Návštěvní doba
Muzeum je otevřeno šest dnů v týdnu, od 12 do 19 hodin, ve středu od 14 do 19. Zavírací den je pondělí.

## Zajímavost
Virtuální prohlídka muzea je dostupná na webu.

## Galerie

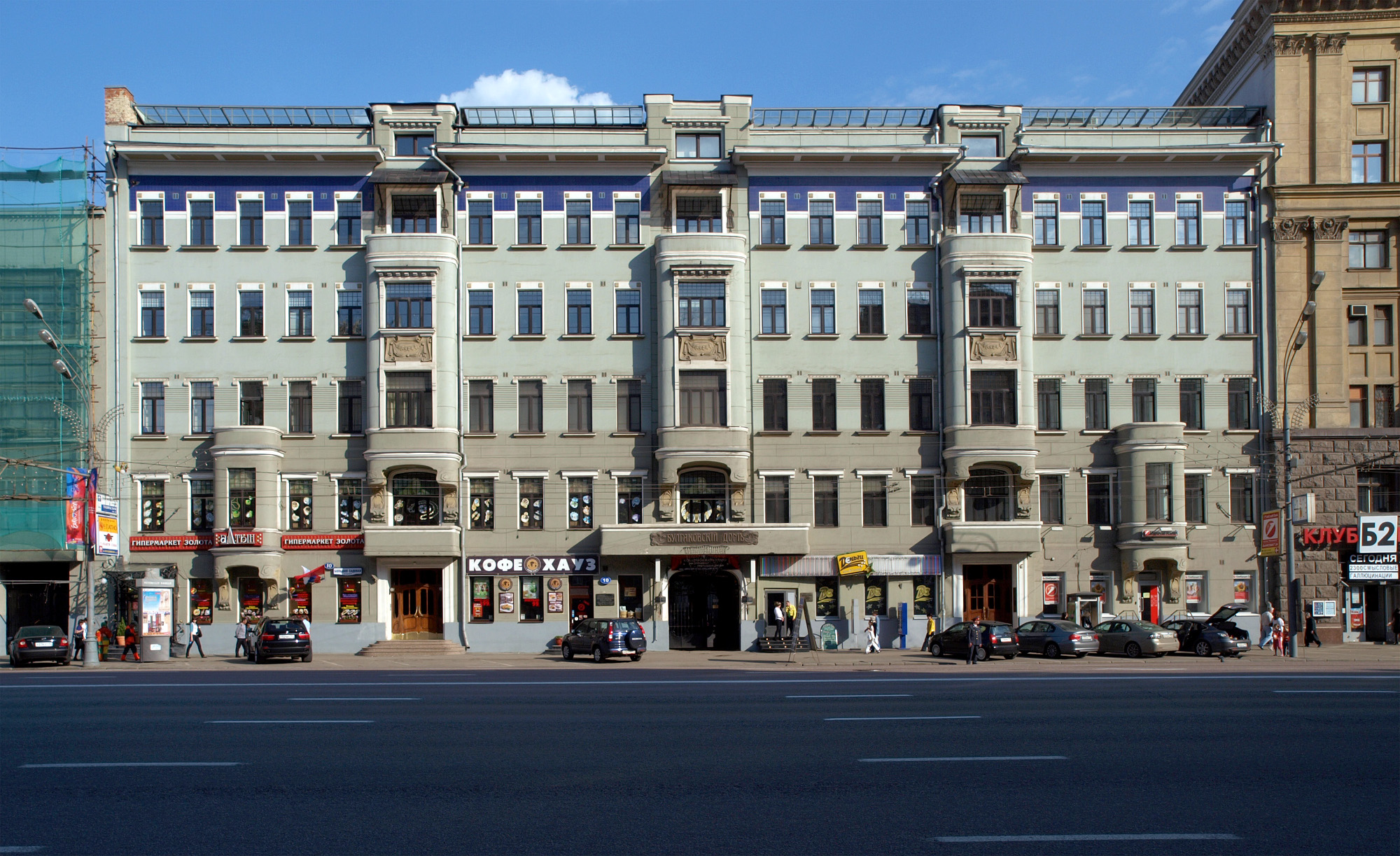
Moskva, Bolšaja Sadovaja 12
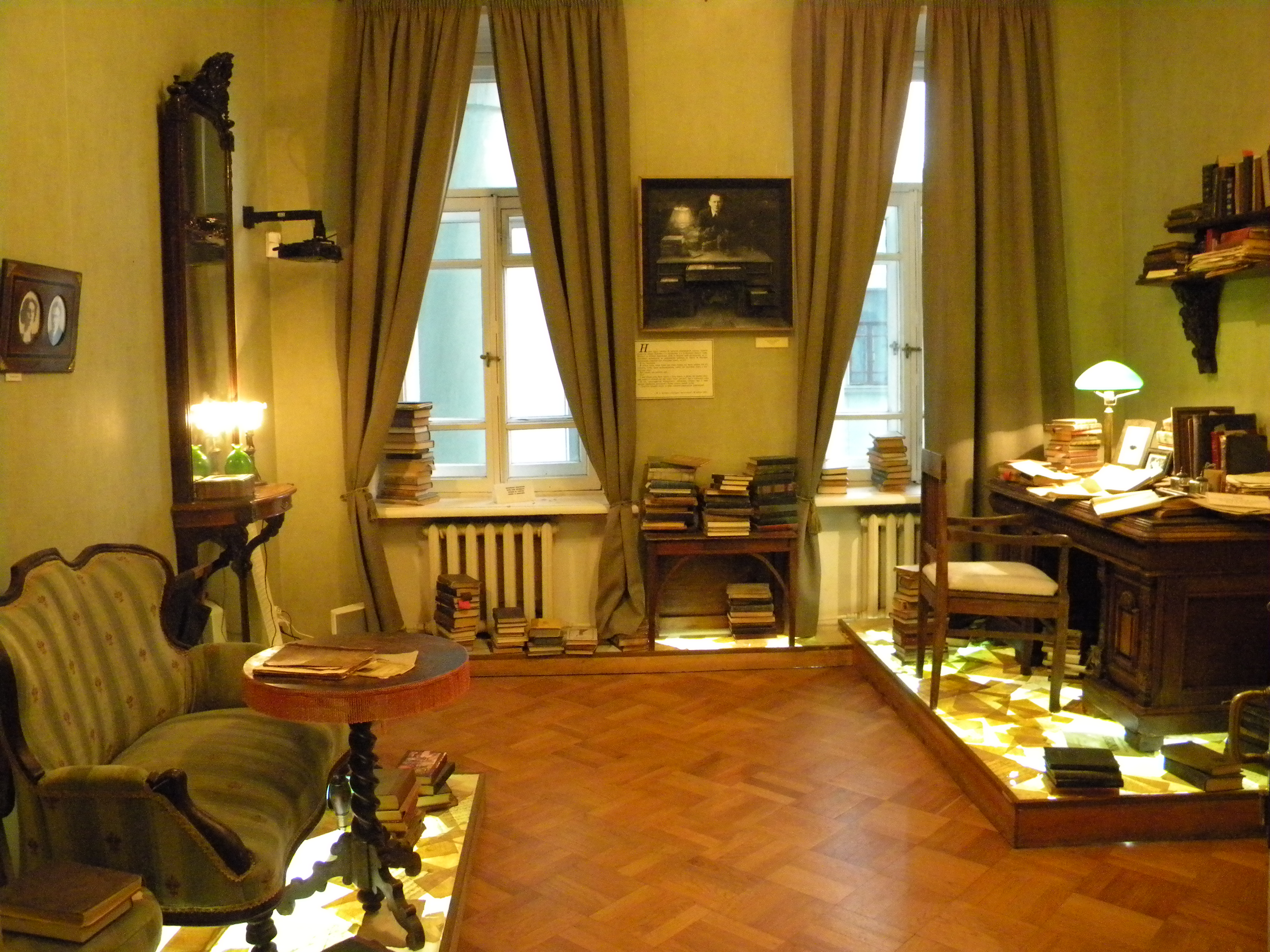
Moskva, Muzeum Michaila Bulgakova, expozice